# Bezirk Stainz
Der Bezirk Stainz war einer von sieben politischen Bezirken im Grazer Kreis des Herzogtums Steiermark. Er bestand von 1850 bis 1854. Der Sitz befand sich in Stainz. Ein „exponiertes Bezirkskommissariat“ wurde in Voitsberg errichtet. 1854 wurden die Bezirkshauptmannschaften durch Bezirksämter ersetzt, welche sowohl für die Verwaltungs- und Justizgeschäfte zuständig waren.
Der Bezirk umfasste das Gebiet der Gerichtsbezirke Deutschlandsberg, Stainz und Voitsberg.

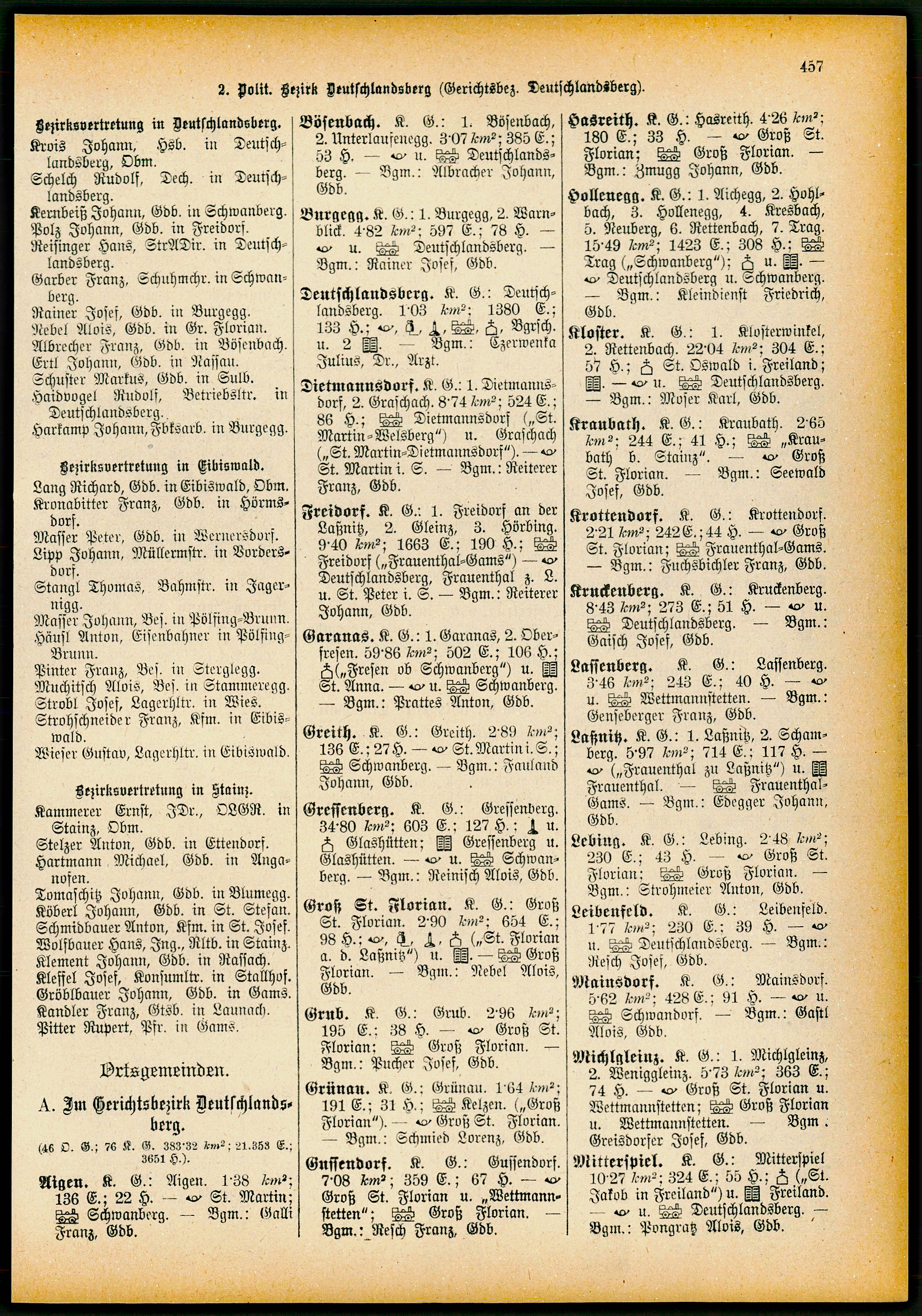
Mitglieder der Bezirksvertretung in Stainz, Österreichischer Amtskalender 1925 (linke Spalte unten)

Der Ausdruck „Bezirk Stainz“ kann in historischen Unterlagen zu Unklarheiten führen: Es gab bis 1938 neben der Verwaltungsbehörde Bezirkshauptmannschaft, die ihren Sitz in Deutschlandsberg hat und die durch den Bezirkshauptmann repräsentiert wird, noch eine Bezirksvertretung. Das war eine Organisationseinheit, die auf Wahlen beruhte und ihre Basis im Landesgesetz über die Bezirksvertretungen hatte. Die Bezirksvertretung gab es jeweils für den Sprengel des Bezirksgerichtes, sie hatte mit dem Gericht aber nichts zu tun. Organ dieser Bezirksvertretung war der Bezirksausschuss. Es bestand damals daher eine eigene Bezirksvertretung für Deutschlandsberg und auch für Stainz und Eibiswald, die auch öffentlich in Erscheinung traten, z. B. in einem Schreiben über die finanzielle Notlage im Bezirk Stainz an den steirischen Landtag. Eine Bezirksvertretung nach dieser Grundlage hatte im Wesentlichen bezirksinterne, speziell finanzielle Aufgaben wie die Festsetzung von Abgaben auf Bezirksebene. Unabhängig davon gibt es den Zuständigkeitsbereich des Bezirksgerichtes Deutschlandsberg, der seit Auflassung der Bezirksgerichte Eibiswald (2002) und Stainz (2014) zwar geografisch mit jenem der Bezirkshauptmannschaft deckungsgleich ist, aber mit den Gerichtsverfahren andere Aufgaben umfasst. Welcher dieser Bezirke in einem Text gemeint ist, ergibt sich aus dem Zusammenhang und dem jeweiligen zeitlichen Umfeld.